# Суслівська сільська рада
Суслівська сільська рада — колишня адміністративно-територіальна одиниця та орган місцевого самоврядування у Новоград-Волинському районі і Новоград-Волинській міській раді Волинської округи, Київської й Житомирської областей Української РСР та України з адміністративним центром у с. Сусли.

## Населені пункти
Сільській раді були підпорядковані населені пункти:
- с. Сусли
- с. Івашківка

## Населення
Кількість населення ради станом на 1923 рік становила 2 448 осіб, кількість дворів — 420.
Кількість населення сільської ради станом на 1924 рік становила 3 263 особи.
У 1926 році чисельність населення сільської ради становила 1 276 осіб.
Кількість населення ради станом на 1931 рік становила 1 307 осіб.
Відповідно до результатів перепису населення СРСР, кількість населення ради станом на 12 січня 1989 року становила 1 372 особи.
Станом на 5 грудня 2001 року, відповідно до перепису населення України, кількість мешканців сільської ради становила 1 479 осіб.

## Склад ради
Рада складалася з 20 депутатів та голови.

### Керівний склад сільської ради
| ПІБ                    | Основні відомості                                                         | Дата обрання | Дата звільнення |
| ---------------------- | ------------------------------------------------------------------------- | ------------ | --------------- |
| Голуб Ігор Савелійович | Сільський голова, 1963 року народження, освіта, член народної партії      | 26.03.2006   | 31.10.2010      |
| Голуб Ігор Савелійович | Сільський голова, 1963 року народження, освіта вища, член народної партії | 31.10.2010   |                 |

Примітка: таблиця складена за даними джерела

## Історія
Створена 1923 року в складі с. Сусли та хуторів Майстрів, Мочихвост, Ново-Корецький Шлях, Плетянка, Смолка, Старо-Корецький Шлях Романовецької волості Новоград-Волинського повіту Волинської губернії. 28 березня 1925 року хутори Майстрів, Мочихвост, Новоуорецький Шлях та Старокорецький Шлях передані до складу новоутвореної Майстрівської сільської ради Новоград-Волинського району. 27 жовтня 1926 року хутори Смолка та Плетянка підпорядковано новоутвореній Смолківській сільській раді Новоград-Волинського району.
Станом на 1 вересня 1946 року сільська рада входила до складу Новоград-Волинської міської ради Житомирської області, на обліку в раді перебувало с. Сусли.
11 серпня 1954 року, відповідно до указу Президії Верховної Ради Української РСР «Про укрупнення сільських рад по Житомирській області», підпорядковано с. Смолка ліквідованої Смолківської сільської ради Новоград-Волинської міської ради. 5 березня 1959 року, відповідно до рішення Житомирського облвиконкому № 161 «Про ліквідацію та зміну адміністративно-територіального поділу окремих сільських рад області», до складу ради включено с. Івашківка ліквідованої Івашківської сільської ради Новоград-Волинського району. 16 вересня 1960 року, відповідно до рішення Житомирського облвиконкому № 960 «Про уточнення обліку населених пунктів області», взято на облік с. Лубчиці. 8 травня 1961 року, відповідно до рішення Житомирського облвиконкому № 426 «Про розширення смуги міста Новограда-Волинського», с. Лубчиці зняте з обліку та включене до смуги міста Новоград-Волинський. 27 червня 1969 року, відповідно до указу Президії Верховної ради УРСР «Про розширення смуги окремих міст Донецької, Житомирської, Львівської і Ровенської областей», територію с. Смолка включено до складу міста Новоград-Волинський.
На 1 січня 1972 року сільська рада входила до складу Новоград-Волинського району Житомирської області, на обліку в раді перебували села Івашківка та Сусли.
4 грудня 2018 року територію та населені пункти ради включено до складу новоствореної Стриївської сільської територіальної громади Новоград-Волинського району Житомирської області.
Входила до складу Новоград-Волинського району (7.03.1923 р., 4.06.1958 р.) та Новоград-Волинської міської ради (1.06.1935 р.).